# Guillermo Collazo Tejada
Guillermo Collazo Tejada (Santiago de Cuba, 7 de junio de 1850-París, 26 de septiembre de 1896) fue un pintor cubano, uno de los principales artistas de Cuba durante la etapa de la colonia con fama en Europa y los Estados Unidos.
Por sus ideas separatistas en la política, al inicio de la Guerra del 68, tiene que marcharse del país para poder mantenerse con vida. Fue un extraordinario pintor e intérprete del retrato en los que demostró tener suficiente talento para dejar excelentes muestras, nunca abandona el tema del paisaje cubano en sus obras.
Su obra esta matizada por diferentes períodos de su vida, fundamentalmente los tiempos vividos en Nueva York, La Habana y París. Dos de sus grandiosos trabajos son La Siesta, óleo de gran valor como documento social y el retrato de la señora Malpica, considerado un tesoro de la época colonial en Cuba.

## Biografía
Guillermo Collazo era hijo de Don Tomás y Doña Rosa, naturales de Santiago, pertenecían a familias bien arraigadas en la sociedad oriental. Su primer hijo, Enrique, había nacido en 1848, llegando a ser General de Brigada de la Guerra de Independencia. Guillermo fue el segundo de ocho hermanos, cuatro varones y cuatro hembras; el tercero de ellos, Antonio Abad, peleó en la Guerra de los Diez Años y el más pequeño, Tomás, llegó a ser Brigadier del Ejército Libertador. Sus hermanas Emelina, Irene, Rosa y María, primero en la emigración y luego en el período que media entre las dos guerras, trabajaron activamente por la independencia de Cuba.

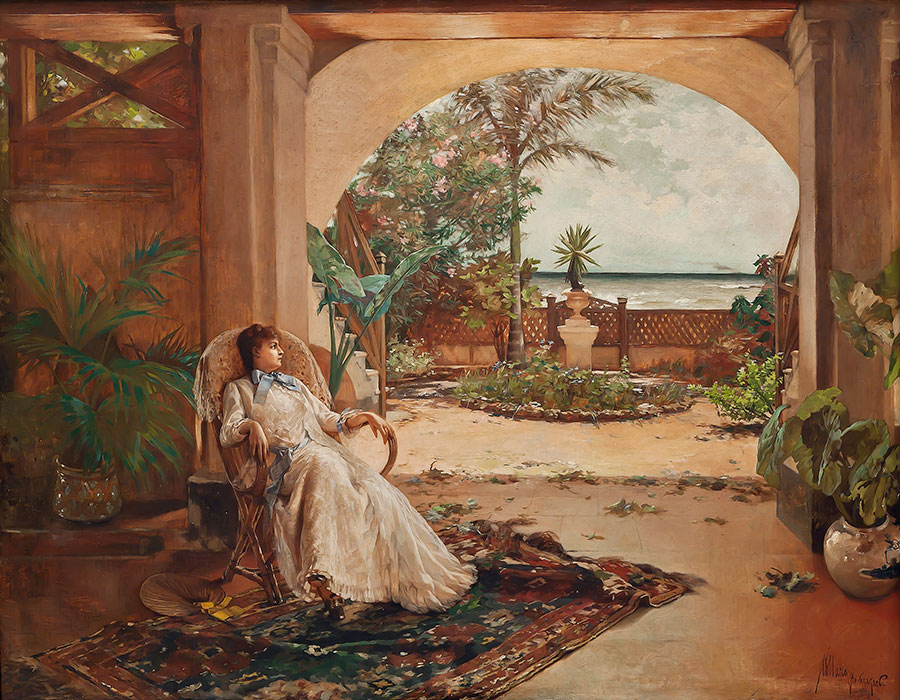
La siesta. Guillermo Collazo.

El joven Guillermo Collazo hace sus primeros estudios en Santiago de Cuba; allí desarrolla gran habilidad en el dibujo, su profesor pudo haber sido Federico Martínez.
Guillermo Collazo se encontraba en Santiago de Cuba al estallar la Guerra de independencia. Fusilan a su primo, joven de diecisiete años. Sus padres, que conocían de sus actividades revolucionarias, lo embarcan en una goleta que se dirigía a los Estados Unidos. Llegado a Nueva York sin recursos y sin conocer el idioma; en busca de trabajo encuentra una casa del Bowery que le encomienda iluminar fotografías.
Los Estados Unidos se encontraban en pleno período de reconstrucción (1865-1877) después de cuatro años de guerra civil (1861-1865). La pintura norteamericana, que había asimilado muchas influencias, responde en pleno siglo XIX al estímulo del ambiente americano. Figuras como Winslow Homer (1836-1910), Albert Pinkham Ryder (1847-1917) y Thomas Eakins (1844-1916) ilustran la evolución de esta pintura en la segunda mitad del siglo.
Después del corto tiempo en la casa del Bowery, Collazo trabaja en el estudio de Sarony, el retratista de moda en la ciudad. Sus creyones en los años de trabajo con Sarony fueron anónimos. Años después Collazo abrió su estudio como pintor independiente. Sus trabajos son tan notables que se convierte en el creyonista de moda.
El padre del artista se encontraba en este momento en Nueva York. José Martí, amigo de los Collazo, es presentado por ellos al director de la revista The Hour, donde comienza, a partir del 21 de febrero, la publicación de su primer artículo como crítico de arte. Guillermo también colabora como dibujante en distintas publicaciones neoyorkinas.
Al poco tiempo Collazo regresa a Cuba y reside en la capital en un lujoso estudio, descrito por Julián del Casal en sus crónicas. Permanece en la ciudad alrededor de cinco años, en los que pinta retratos como el de Carmen Bacallao de Malpica, su hermana Emelina y el de su cuñada Susana Benítez.
Después del Segundo Imperio, París se convierte en la meta de todos los artistas; Collazo escoge la capital de Francia como su residencia definitiva y ya en Francia, pinta paisajes inspirados en los campos cubanos, como la acuarela Paisaje del río Cauto.
Collazo abre su lujoso estudio en la Avenida Víctor Hugo; descrito por su amigo Ezequiel García Enseñat en su cuento «Flor de arte», publicado en El Fígaro. Era el punto de reunión de la colonia cubana en París y centro de conspiración, por donde pasaron Calixto García, Diego Vicente Tejera y Ramón Emeterio Betances.
Realiza un pequeño viaje a Biarritz donde hace apuntes rápidos de la costa francesa. Durante los años de permanencia en Francia hizo varios viajes de estudio a distintos países europeos.
En 1890 Collazo obtiene un triunfo, al ser admitidas en el Salón dos de sus obras, Los amantes del arte y En la taberna. En ese año Collazo pinta Dama sentada a orillas del mar, inspirado en uno de los apuntes tomados durante su estancia en las playas de Biarritz.
Enrique Collazo recibe del general Gómez la orden de organizar la sublevación del departamento occidental. Desde Nueva York, el 29 de enero, se dicta la orden de alzamiento en Cuba, autorizado el documento por la firma de José Martí, la del general Mayía Rodríguez y la del comandante Enrique Collazo.
En sus últimos años Guillermo Collazo se dedicó a la escultura. El uso de estupefacientes le había minado su salud y ya su retina fatigada no veía los matices. Colabora como dibujante en La República Cubana, semanario del Comité Cubano de París, dirigido por Domingo Figarola Caneda.
El 26 de septiembre muere Collazo en su morada del Boulevard Malesherbes. En 1899 sus familiares trasladan sus restos para La Habana. Se encuentra enterrado actualmente en el Cementerio de Colón.
No es hasta 1933 cuando Collazo se da a conocer por primera vez en Cuba en una exposición organizada por el arquitecto Evelio Govantes en el Lyceum. Se inauguró el 13 de mayo y se exhibieron obras que se encontraban principalmente en las colecciones de sus familiares y amigos.